# Henry LeTang
Henry LeTang (New York, 19 giugno 1915 – Las Vegas, 26 aprile 2007) è stato un coreografo statunitense.

## Biografia
Nato ad Harlem, Henry LeTang fu il secondogenito dell'immigrato dominicano Clarence LeTang e della moglie Marie. Appena diciassettenne, Henry LeTang aprì una scuola di danza, dove insegnò o collaborò con numerose future star di Broadway e del jazz, tra cui Lena Horne, Betty Hutton, Billie Holiday, Eleanor Powell, Lola Falana, Peter Gennaro, Leslie Uggams, Chita Rivera, Ben Vereen, Debbie Allen e Hinton Battle.
LeTang danzò per anni a Broadway prima di cominciare a lavorarvi come coreografo, un ruolo in cui fece il suo debutto nel 1952 con il musical Shuffle Along. Ventisei anni più tardi ottenne una candidatura al Drama Desk Award e al Tony Award alla miglior coreografia per le sue coreografie di Euibie!, aggiudicandosi il premio nel 1989 per Black and Blue. Curò le coreografie di diversi film, tra cui Cotton Club di Francis Ford Coppola nel 1984. 
Nei primi anni 2000 si trasferì a Las Vegas, dove morì nel 2007 all'età di novantun anni.